# 1857 en science
| Années de la science : 1854 - 1855 - 1856 - 1857 - 1858 - 1859 - 1860    |
| Décennies de la science : 1820 - 1830 - 1840 - 1850 - 1860 - 1870 - 1880 |

Cet article présente les faits marquants de l'année 1857 en science.

## Événements
- 23 mars : l'inventeur américain Elisha Otis installe le premier ascenseur dans un magasin de New York[1].

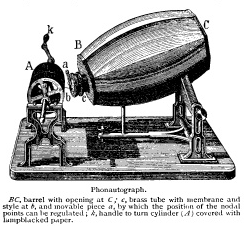
Le phonautographe de Scott de Martinville. Gravure du XIXe siècle.

- 25 mars : le typographe français Édouard-Léon Scott de Martinville dépose un brevet pour le « phonautographe », un appareil qui reproduit les ondulations des sons sur du noir de fumée qu'il étend ensuite sur une plaque de verre[2].
- Mars : le physiologiste français Claude Bernard isole le glycogène (précédé par l'étudiant allemand Victor Hensen en juillet 1856)[3].

- 16 mai : départ de Liverpool pour New York de l'expédition d'exploration de l'Amérique du Nord britannique dirigée par John Palliser[4] (1857-1860). Elle permet d'établir une carte détaillée des régions traversées dans l'ouest du Canada[5] (Triangle de Palliser).
- 29 juillet : l'ingénieur britannique Carl Wilhelm Siemens obtient un brevet pour une technique de refroidissement des gaz en trois étapes, le cycle de Siemens[6].

- 3 août : le chimiste français Louis Pasteur présente son Mémoire sur la fermentation appelée lactique devant la Société des sciences, de l'agriculture et des arts de Lille. Il met en évidence que des micro-organismes sont la cause de la fermentation[7].

- Claude Bernard démontre que le monoxyde de carbone bloque la respiration dans les érythrocytes[8].

- Friedrich Kekulé von Stradonitz propose l'idée de la tétravalence du carbone, c'est-à-dire la possibilité pour le carbone de former quatre liaisons chimiques[9]. C'est toutefois à Archibald Scott Couper que revient la paternité de cette découverte[10].
- Galen Clark est le premier Euro-Américain à visiter le Mariposa Grove, un bosquet de séquoias géants de Californie[11].

## Publications
- Miles Joseph Berkeley : Introduction to cryptogamic botany, H. Baillière, Londres.
- Peter Andreas Hansen : Tables de la lune construites d'après le principe newtonien de la gravitation universelle ; établies par l’astronome danois, elles sont publiées par les autorités britanniques[12]. Elles sont bientôt reprises par de nombreux almanach nautiques.
- Bénédict Morel : Traité des dégénérescences physiques, intellectuelles et morales de l'espèce humaine et des causes qui produisent ces variétés maladives

## Prix
- Médailles de la Royal Society
  - Médaille Copley : Michel Eugène Chevreul
  - Médaille royale : John Lindley, Edward Frankland

- Médailles de la Geological Society of London
  - Médaille Wollaston : Joachim Barrande

## Naissances

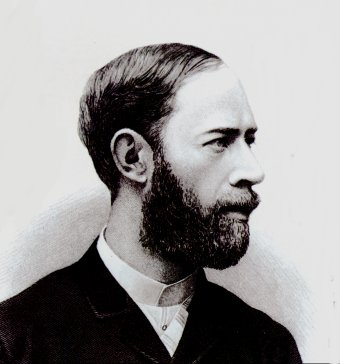
Heinrich Rudolf Hertz

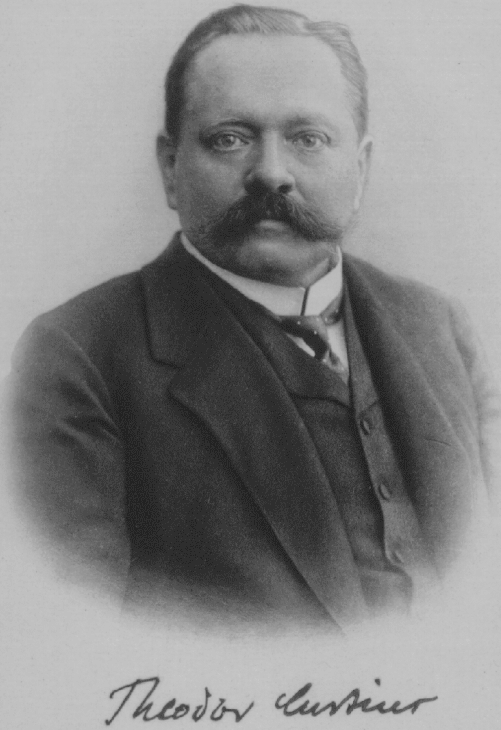
Theodor Curtius

- 2 janvier : Viktor Karl Uhlig (mort en 1911), paléontologue et géologue autrichien.
- 9 janvier : Edmund von Lippmann (mort en 1940), historien des sciences et chimiste allemand.
- 23 janvier : Andrija Mohorovičić (mort en 1936), météorologue et sismologue croate.
- 3 février : Wilhelm Johannsen (mort en 1927), botaniste danois.
- 22 février : Heinrich Rudolf Hertz (mort en 1894), ingénieur et physicien allemand.
- 25 février : Friedrich Reinitzer (mort en 1927), botaniste et chimiste autrichien.
- 26 février : Émile Coué (mort en 1926), psychothérapeute français.
- 23 mars : César Roux (mort en 1934), chirurgien suisse.
- 10 avril : Henry Dudeney (mort en 1930), compositeur britannique de casse-tête numériques et logiques.
- 12 avril : Heinrich Jacob Goldschmidt (mort en 1937), chimiste autrichien.
- 19 avril : Lucien Lévy-Bruhl (mort en 1939), philosophe, sociologue et anthropologue français.
- 25 avril : Mary Rothes Margaret Cecil (morte en 1919), égyptologue britannique.
- 13 mai : Ronald Ross (mort en 1932), médecin, bactériologiste et entomologiste britannique.
- 15 mai : Williamina Fleming (morte en 1911), astronome américaine d'origine écossaise.
- 27 mai : Theodor Curtius (mort en 1928), chimiste allemand.
- 3 juin : Jacques de Morgan (mort en 1924), explorateur, égyptologue et ingénieur français.
- 14 juin : John Edward Marr (mort en 1933), géologue britannique.
- 1er juillet : Joseph Larmor (mort en 1942), physicien, mathématicien et homme politique irlandais.
- 8 juillet :  Alfred Binet (mort en 1911), psychologue français.
- 12 juillet : Amé Pictet (mort en 1937), chimiste suisse.
- 19 juillet : Eugen Bamberger (mort en 1932), chimiste allemand.
- 27 juillet : Ernest Alfred Thompson Wallis Budge (mort en 1934), égyptologue anglais.
- 8 août : Henry Fairfield Osborn (mort en 1935), paléontologue américain.
- 10 août : Georges Aaron Bénédite (mort en 1926), égyptologue français.
- 16 août : Julien Noël Costantin (mort en 1936), botaniste et mycologue français.
- 17 août : Julien Fraipont (mort en 1910), zoologue, paléontologue et anthropologue belge.
- 18 août : Jean Alexandre Joannis (mort en 1931), mathématicien et physicien français.
- 2 septembre : Carlos Henry Bosdet (mort en 1893), électrotechnicien canadien.
- 4 septembre : Jules Andrade (mort en 1933), mathématicien, physicien et horloger français.
- 5 septembre : Constantin Tsiolkovski (mort en 1935), scientifique russe.
- 6 septembre : Zelia Nuttall (morte en 1933), archéologue mésoaméricaniste américaine.
- 10 septembre : James Edward Keeler (mort en 1900), astronome américain.
- 23 octobre : Georg Albrecht Klebs (mort en 1918), botaniste allemand.
- 24 octobre : Albert Offret (mort en 1933), minéralogiste français.
- 11 novembre : Émile Espérandieu (mort en 1939), militaire, épigraphiste et archéologue français.
- 25 novembre : Archibald Edward Garrod (mort en 1936), médecin britannique.
- 26 novembre : Ferdinand de Saussure (mort en 1913), linguiste suisse, fondateur du structuralisme en linguistique.
- 27 novembre : Charles Scott Sherrington (mort en 1952), neurophysiologiste et bactériologiste britannique, prix Nobel de physiologie ou médecine en 1932.
- 7 décembre : Louis Dollo (mort en 1931), paléontologue belge d'origine française.
- 8 décembre : Émile Belot (mort en 1944), ingénieur en chef des manufactures de l'État et astronome français.
- 16 décembre : Edward Emerson Barnard (mort en 1923), astronome américain.

- Marcellin Chiris (mort en 1932), archéologue français.
- Chrístos Tsoúntas (mort en 1934), archéologue grec.

## Décès

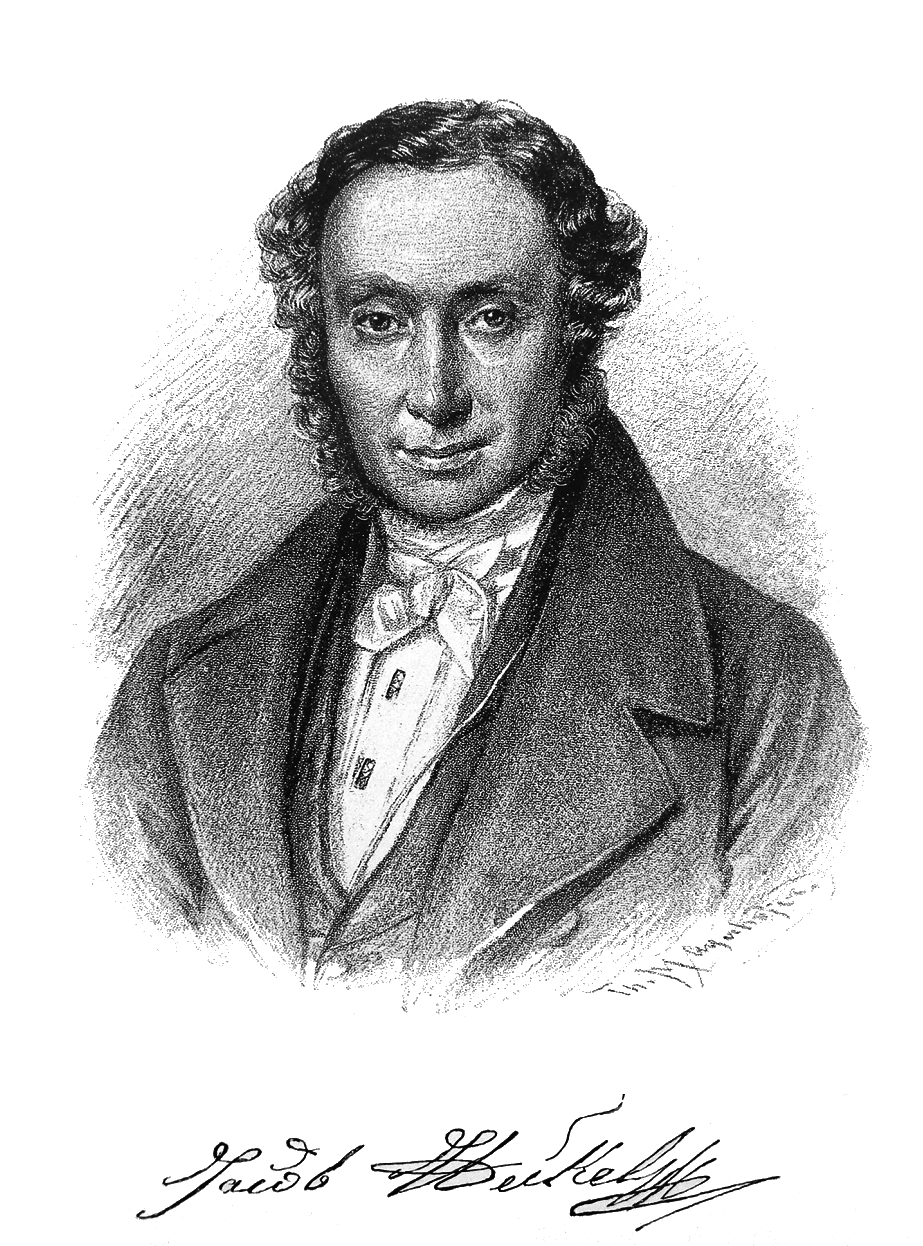
Johann Jacob Heckel

- 28 février : André Hubert Dumont (né en 1809), géologue et minéralogiste belge.
- 1er mars : Johann Jacob Heckel (né en 1790), zoologiste autrichien.
- 20 mars : Armand Dufrénoy (né en 1792), géologue et minéralogiste français.
- 29 avril : Charles-Lucien Bonaparte (né en 1803), ornithologue et homme politique français.
- 5 juin : Louis Graves (né en 1791), botaniste et archéologue français.
- 21 juin : Louis Jacques Thénard (né en 1777), chimiste français.
- 25 juin : André Jean Baptiste Robineau-Desvoidy (né en 1799), médecin, entomologiste et géologue français.
- 27 juin : Elisha Mitchell (né en 1793), géologue américain.
- 30 juin : Alcide Dessalines d'Orbigny (né en 1802), naturaliste, explorateur, malacologiste et paléontologue français.
- 13 juillet : Karl Wilhelm Gottlob Kastner (né en 1783), chimiste allemand.
- 29 juillet : Thomas Dick (né en 1774), révérend, professeur de sciences et écrivain écossais.
- 12 août : William Conybeare (né en 1787), géologue et paléontologue britannique.
- 2 septembre : Martin Lichtenstein (né en 1780), médecin, explorateur et zoologiste allemand.
- 5 septembre : Auguste Comte (né en 1798), philosophe français.
- 28 septembre : Jules Haime (né en 1821), naturaliste et géologue français.
- 24 octobre : Charles Guépratte (né en 1777), mathématicien et astronome français.
- 18 novembre : John Fleming (né en 1785), homme d'église, zoologiste et géologue écossais.
- 15 décembre : George Cayley (né en 1773), physicien britannique, inventeur du planeur.
- 23 décembre : Cesare Bertagnini (né en 1827), scientifique et chimiste italien.

- Alessandro François (né en 1796), historien de l'art et archéologue italien.
- Elizabeth Philpot (née en 1780), paléontologue britannique.